# Osteochilus nashii
Osteochilus nashii és una espècie de peix cipriniforme de la família dels ciprínids.

## Morfologia
Els mascles poden assolir els 18 cm de longitud total.

## Distribució geogràfica
És un endemisme de l'Índia.